# Caracene
Caracene (grec antic: Χαρακηνή), va ser un regne fundat pels espaosins iranians situat al capdavant del golf Pèrsic, principalment a l'Iraq actual. La regió comprenia l'espai d'unió dels rius Tigris i Eufrates i fins a la seva desembocadura.
La seva capital, Càrax d'Espàsines (Χάραξ Σπασινού), va ser un port important per al comerç entre Mesopotàmia i l'Índia, i també va proporcionar instal·lacions portuàries per a la ciutat de Susa més amunt del riu Karun. El regne era sovint un vassall de l'Imperi Part. Caracene estava poblat principalment per àrabs, que parlaven arameu com a llengua cultural. Tots els governants del regne tenien noms iranians. Els membres de la dinastia arsàcida també governaren aquest estat.

## Etimologia
El nom Caracene prové del nom de la capital del regne, Càrax d'Espàsines. El regne també era conegut pel nom més antic de la regió, "Mesene" (Μεσσήνη) o Meshan, que aparentment és d'origen persa, que significa "terra de búfals" o "terra de les ovelles".

## Història

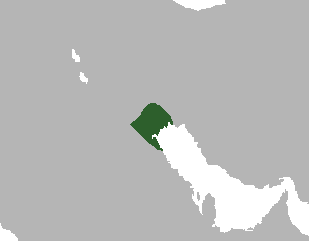
Caracene.

Sota els selèucides va ser una de les satrapies del país, probablement continuació de la satrapia persa de Babel, i el territori s'anomenava «Territori de la mar Eritrea». La ciutat d'Alexandria, fundada per Alexandre el Gran, va ser destruïda per inundacions sota Antíoc IV Epífanes (174 aC-164 aC) però el rei la va restaurar cap als anys 166 aC-165 aC agafant el nom d'Antioquia i en va donar el govern a Hispaosines, fill de Sogdonacus, rei dels àrabs de la regió. Sogdonacus es va fer independent entre el 141 aC i el 139 aC. Cap a l'any 140 aC es va apoderar de Caracene. El 129 aC Hispaosines va construir dics per protegir la ciutat que va ser rebatejada amb el nom de Karax Spasinos (la palissada d'Hispaosines) i la va erigir en capital del territori llavors segurament regne de Mesene i anomenat després regne de Caracene (que va existir cap als anys 127 aC a 224) i des de llavors es pot considerar independent i que abraçava l'antiga Mesene que en aquest temps va passar a ser una denominació ètnica, dels habitants del modern Baix Iraq. Hispaosines va emetre moneda als voltants de l'any 125 aC.
El 127 aC Hispaosines va derrotar el governador part de Babilònia i va ocupar aquesta ciutat i Selèucia del Tigris, però Mitridates II de Pàrtia el va derrotar l'any 121 aC, encara que va conservar el seu territori original com a vassall part (sent conegut com a regne de Caracene), mentre al nord va ser nomenat governador un funcionari part de nom Himeros, nomenat sàtrapa de Mesene.
Charax Spasinou és transcrita Karak Aspasina o Karax Spasinos i identificada amb la Karka de Meshan (siríac Kharka dhe Mayshan) de les inscripcions de Palmira dels segles I i II (en àrab Karkh Maysan) que correspon a la moderna Djabal Khayabir a la riba esquerra del Xatt al-Arab. A l'època clàssica esra a uns 193 km de la costa en marinada baixa. A la riba esquerra del Tigris inferior vivien els caldeus i a la dreta hi habitaven grups de bandits àrabs anomenats attali i al darrere seu els escenites nòmades. Charax era un gran centre comercial al segle I aC i I. Les naus índies arribaven a Forat a uns 20 km més avall (que podria ser o la moderna Maghlub o al-Tanuma). Un altre port era Apologos (moderna Al-Ubulla) a la riba dreta del Xatt al-Arab, enfront de Forat, prop de la moderna Bàssora. L'hivern del 115 al 116 Trajà va ocupar Caracene , i va rebre tribut del rei Attambalos VII (que potser va regnar del 113/114 al 117), però després els romans van evacuar la regió sota Hadrià, i el regne va tornar a ser vassall dels parts.
El 224 Artaxerxes I la va ocupar, el primer rei sassànida (227-241) i va matar el darrer rei de Caracene, donant el regne al seu fill Mihrshah. La literatura àrab diu que Ardashir va reconstruir Charax amb el nom de Astarabadh Ardashir, però aquest nom ni figura en cap inscripció sassànida. Sota Sapor I (241-270) el seu fill gran Sapor i la seva esposa Denak, van regnar a Mesene o Caracene. Després apareix un Atrofarnabag, amb títol de Meshan Shah (rei de Mesene), durant el regnat de Narses de Pèrsia (292-303). El Talmud de Babilònia esmenta un ustundar (governador) de Meshan, però es creu que des d'abans del 270 Sapor I ja havia segregat una part amb el nom de Shadh Sabur a la part nord-oest a l'entorn de la ciutat de Kaskar (l'antiga Charax), territori que tenia el seu propi ustundar. En aquest temps hi havia jueus, mazdeistes, gnòstics i segurament cristians. El pare de Mani va pertànyer a una secta gnòstica (la Mughtasila) establerta a la regió, i Mani va ser membre de la secta durant la seva joventut i el príncep Mihrshah, el governador, va ser un dels seus primers convertits i partidaris. El 310 a Prath dhe Mayshan (al-Furat o Forat) hi havia la seu del bisbat metropolità de Mayshan i al 410 hi havia sufraganis a Karkha dhe Mayshan (antiga Charax), Rima i Nahrgur.
Dels reis de Caracene, probablement una nissaga originada en Hispaosines, no se'n tenen dades més que per monedes.

## Lista de reis
- Hyspaosines vers 127-124 aC
- Apodakos vers 110/09-104/03 aC
- Tiraios I 95/94-90/89 aC
- Tiraios II 79/78-49/48 aC
- Artabazos 49/48-48/47 aC
- Attambelos I 47/46-25/24 aC
- Theonesios I vers 19/18
- Attambalos II vers 17/16 aC - 8/9 dC
- Abinergaos I 10/11; 22/23
- Orabazes I vers 19
- Attambalos III vers 37/38-44/45
- Theonesios II vers 46/47
- Theonesios III vers 52/53
- Attambalos IV 54/55-64/65
- Attambalos V 64/65-73/74
- Orabazes II vers 73-80
- Pakoros (II) 80-101/02
- Attambalos VI vers 101/02-105/06
- Theonesios IV vers 110/11-112/113
- Attambalos VII 113/14-117
- Meredates c. 131-150/51
- Orabazes II vers 150/51-165
- Abinergaios II (?) vers 165-180
- Attambalos VIII vers 180-195
- Maga (?) vers 195-210
- Abinergaos III vers 210-222

## Ciutats
- Forath